# Suchowola (rejon łucki)
Suchowola (ukr. Суховоля) – wieś położona na Ukrainie, w rejonie łuckim, w obwodzie wołyńskim.